# (58682) Alenašolcová
(58682) Alenašolcová – planetoida z pasa głównego asteroid okrążająca Słońce w ciągu 4 lat i 124 dni w średniej odległości 2,66 j.a. Została odkryta 10 stycznia 1998 roku w Kleť Observatory w pobliżu Czeskich Budziejowic przez Janę Tichą i Miloša Tichego. Nazwa planetoidy pochodzi od Aleny Šolcovej (ur. 1950), czeskiej matematyk wykładającej na Czeskim Uniwersytecie Technicznym w Pradze. Przed nadaniem nazwy planetoida nosiła oznaczenie tymczasowe (58682) 1998 AL8.